# Česká průmyslová zdravotní pojišťovna
Česká průmyslová zdravotní pojišťovna (zkratka ČPZP) je druhá největší zaměstnanecká zdravotní pojišťovna v České republice. ČPZP má více než 1,2 milionu pojištěnců a patří mezi tři největší zdravotní pojišťovny v České republice.
Kód pojišťovny je 205.
ČPZP je členem Svazu zdravotních pojišťoven ČR.

## Sloučení
ČPZP vznikla sloučením na základě žádosti Hutnické zaměstnanecké pojišťovny, Zdravotní pojišťovna Agel a České národní zdravotní pojišťovny bylo rozhodnutím Ministerstva zdravotnictví ČR č.j.: MZDR 26749/2009 ze dne 31. července 2009 povoleno sloučení Hutnické zaměstnanecké pojišťovny s Českou národní zdravotní pojišťovnou k datu 1. 10. 2009.
Na základě rozhodnutí Ministerstva zdravotnictví ČR č.j.: MZDR 15525/2012 bylo povoleno sloučení Zdravotní pojišťovny METAL-ALIANCE s Českou průmyslovou zdravotní pojišťovnou. Nástupnickou organizací je od 1. 10. 2012 Česká průmyslová zdravotní pojišťovna.

## Služby pojištěncům
ČPZP svým pojištěncům nabízí online přehled plateb (podobný nabízí všechny zdravotní pojišťovny), které za ně pojišťovna provedla (umožňuje klientům kontrolovat, zda si lékaři nevymýšlejí neprovedené úkony) a nabízí také tzv. Kartu života – online přehled zdravotního stavu pacienta, kterou ovšem stále většina lékařů a RZS neuznává. Celiakům nabízela příspěvek na bezlepkovou dietu ve výši 1500 Kč ročně (2014). V současné době přispívá na preventivní programy 1500 Kč dětem do osmnácti let a mužům a ženám nad osmnáct let 1000 Kč. Tyto příspěvky se vztahují například na očkování, letní tábory, sportovní kroužky či různá preventivní vyšetření.